# 银花河
银花河，是中国长江流域汉水水系的一条河流，汇入丹江。河长89千米，流域面积1031平方千米，多年平均流量9立方米每秒。自然落差1142米。水能理论蕴藏量3万千瓦。